# Corbehem
Corbehem (Nederlands: Corbeham) is een gemeente in het Franse departement Pas-de-Calais (regio Hauts-de-France). De plaats maakt deel uit van het arrondissement Arras. In de gemeente ligt spoorwegstation Corbehem. Corbehem telde op 1 januari 2022 2.268 inwoners.

## Geografie
De oppervlakte van Corbehem bedroeg op 1 januari 2022 2,6 vierkante kilometer; de bevolkingsdichtheid was toen 872,3 inwoners per km².

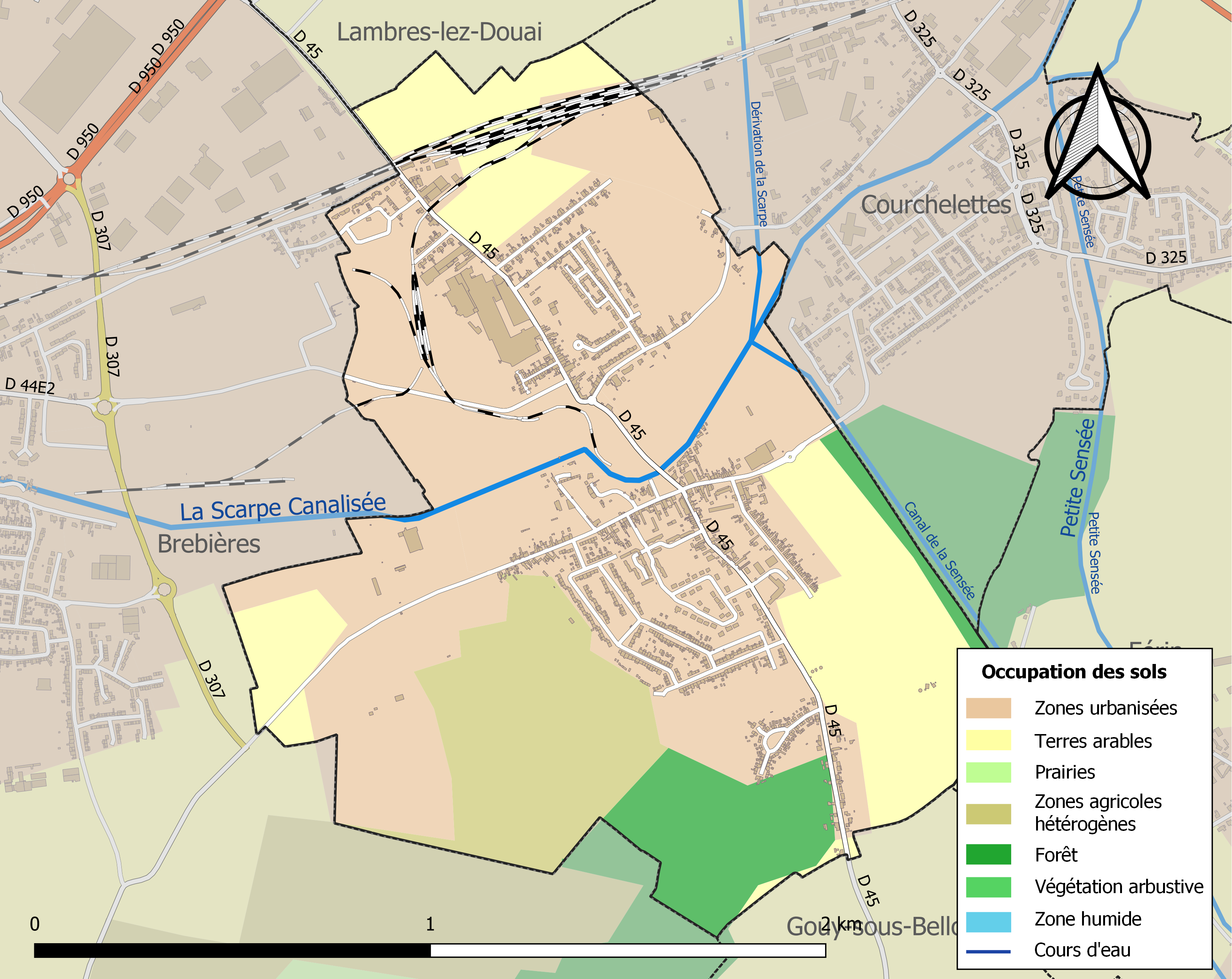
Kaart van de gemeente met belangrijkste infrastructuur, bodemgebruik en omliggende gemeenten

## Demografie
Onderstaande figuur toont het verloop van het inwonertal (bron: INSEE-tellingen).